# Planetario di Volgograd
Il Planetario di Volgograd è l'unico planetario nella regione del basso corso del Volga, aperto il 19 settembre 1954 nell'omonima città.

## Storia

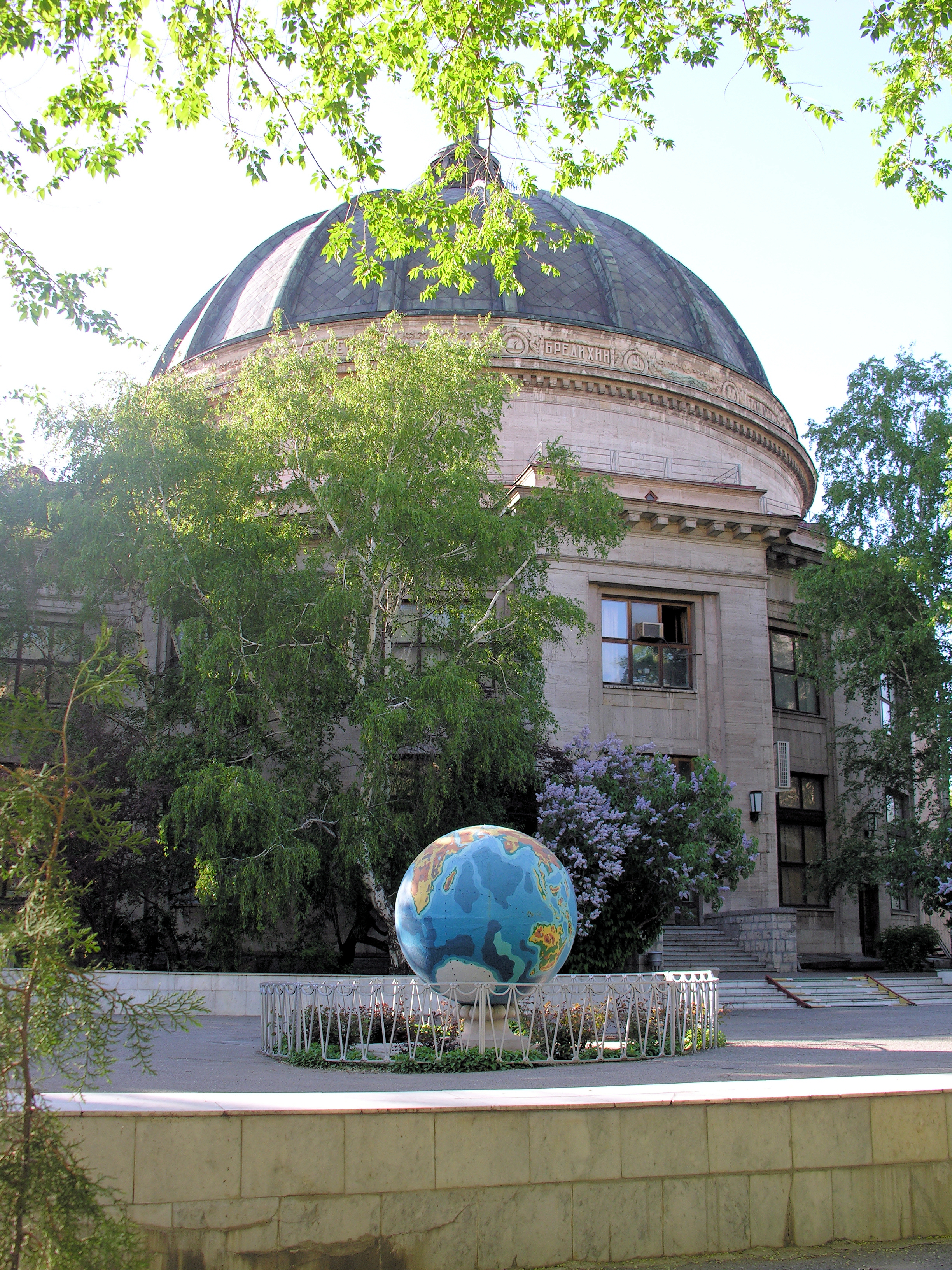
Planetario visto dal cortile

Il Planetario di Volgograd è stato un dono degli operai della Repubblica Democratica Tedesca al popolo sovietico alla vigilia del 70º anniversario di Stalin. I lavoratori tedeschi volevano che l'edificio venisse costruito nella città di fama mondiale, Stalingrado. Vale la pena notare che l'edificio si trova alla fine della "Via della pace", come un tempio, e, simbolicamente, nella strada, che fu una delle prime ad essere restaurate, dopo la devastante battaglia di Stalingrado.
Nel marzo 1951, il giornale Stalingradskaya Pravda scrisse:
"Nel nostro paese, i planetari sono disponibili solo a Mosca e Kiev. Il Planetario di Stalingrado sarà il terzo, e per quanto riguarda l'equipaggiamento tecnico e la struttura architettonica supererà notevolmente quelli esistenti."
Nell'estate del 1954, i lavori di costruzione all'interno dell'edificio furono completati. Il 9 settembre 1954 si tenne la grande apertura al pubblico.
Per 56 anni, il Planetario di Volgograd è stato visitato da oltre 32 milioni di persone.

## Tecnica

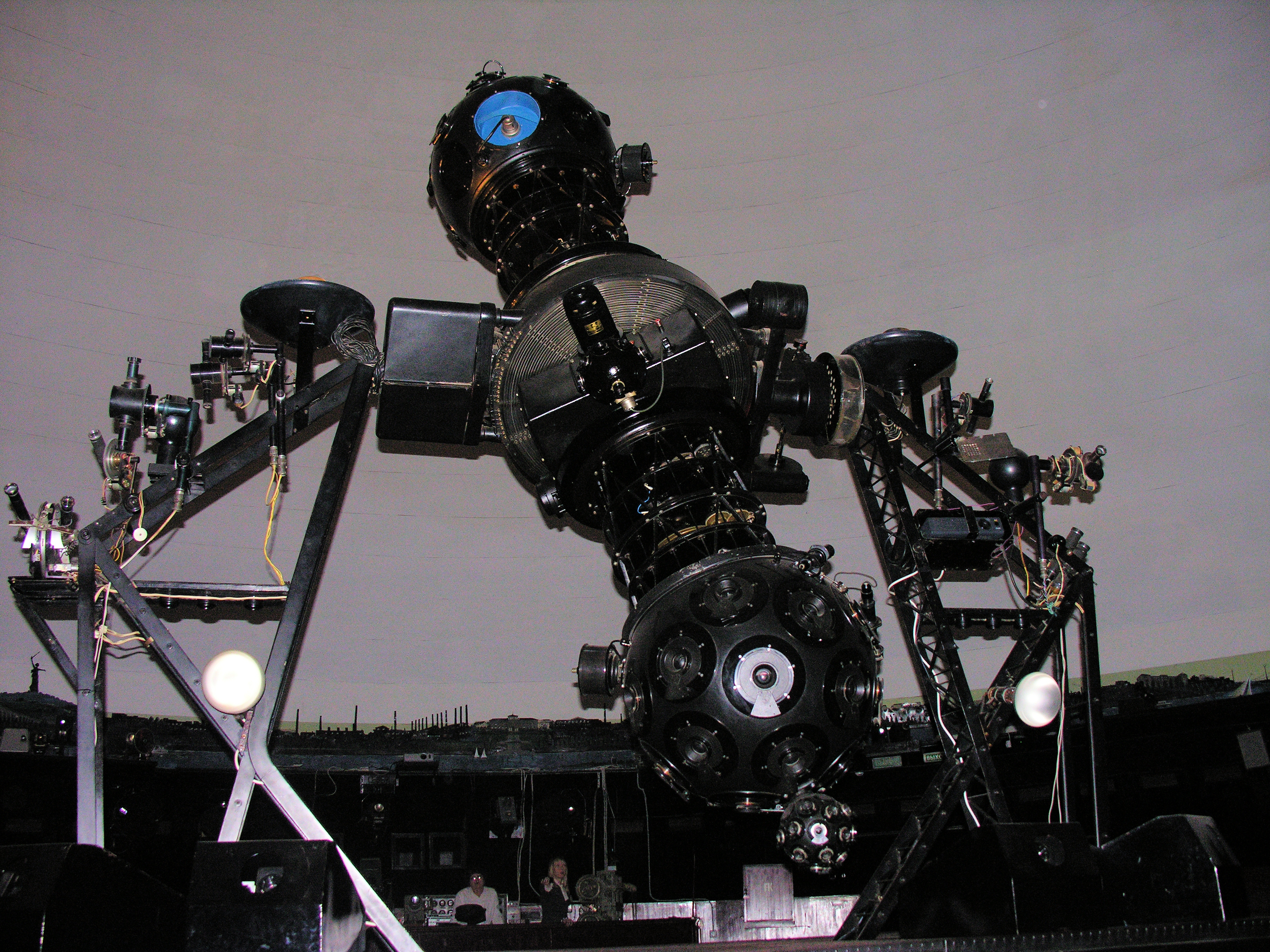
Proiettore, realizzato nella RDT

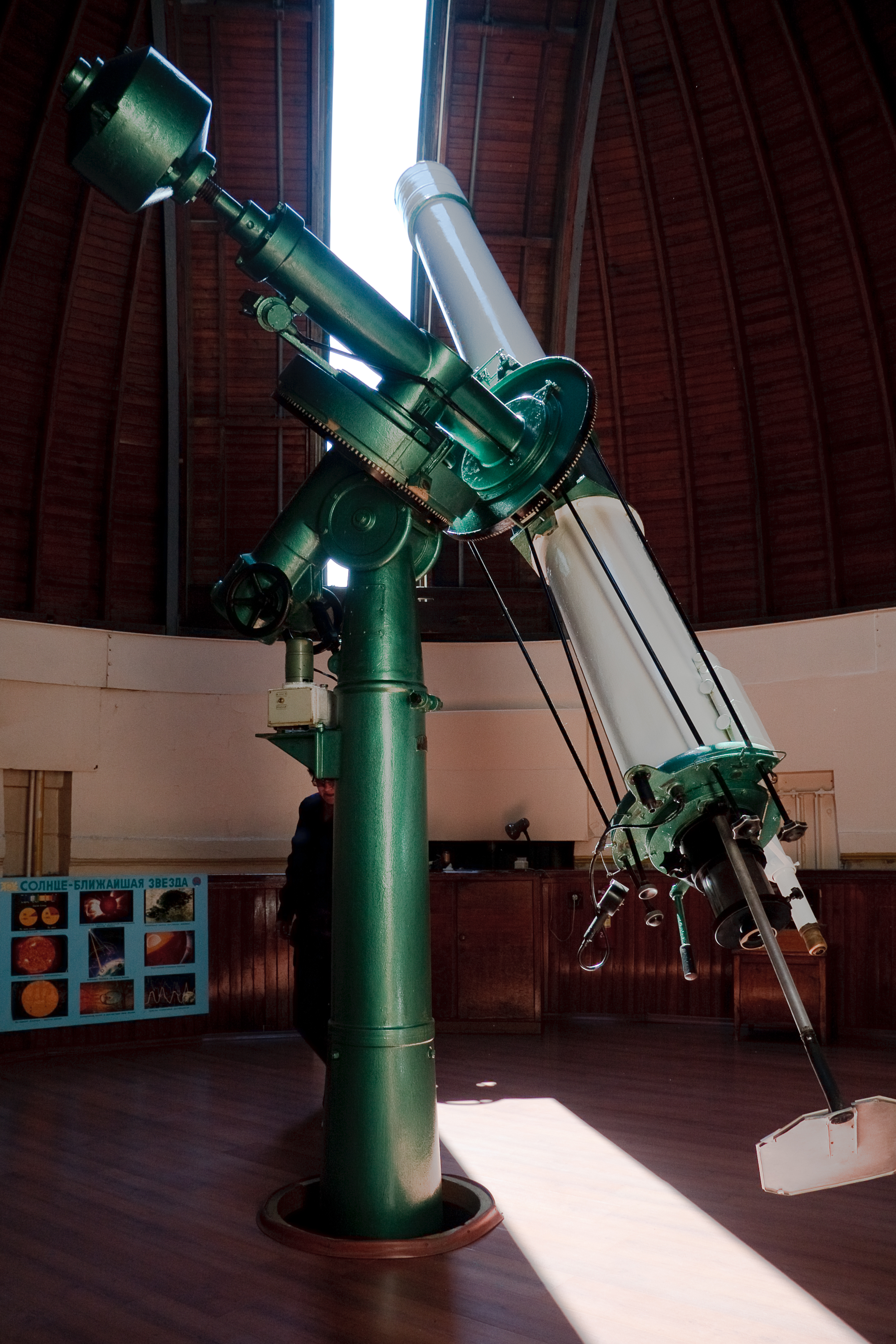
Telescopio rifrattore del complesso

Il planetario, con una capacità di 450 spettatori, è dotato di uno schermo a cupola e un proiettore realizzato in Germania. Il dispositivo contiene 99 proiettori, con i quali è possibile vedere contemporaneamente più di 6.000 stelle e pianeti.
Il dispositivo di proiezione ha una varietà di capacità tecniche. Può essere usato per osservare il movimento del cielo, il cielo stellato vista da qualsiasi punto della Terra in qualsiasi momento, e fenomeni naturali come alba e tramonto, aurora, comete o meteoriti. La possibilità di simulare un volo nello spazio consente agli spettatori di guardare il cielo stellato dalla superficie della Luna o di un pianeta, per esempio, essere vicino Giove o per vedere il sistema solare di lato. Zoomando, si possono anche osservare le costellazioni con vari gradi di approssimazione.
Nella torre dell'osservatorio è installato un telescopio rifrattore del diametro di 30,5 cm Carl Zeiss con una distanza focale di 5 m.